# La Déesse (film, 1958)
Pour les articles homonymes, voir La Déesse.

La Déesse (The Goddess) est un film américain réalisé par John Cromwell, sorti en 1958.

## Synopsis
Emily a dix-sept ans et rêve de devenir une star. Pour y arriver, elle épouse Johnnie, le fils d'un acteur célèbre. Mais elle divorce peu de temps après. Cinq ans plus tard, elle se remarie avec un ex-boxeur et commence à devenir célèbre. Mais la gloire et les paillettes la font sombrer dans l'alcool et la drogue. Elle pense à se suicider.

## Fiche technique
- Titre : La Déesse
- Titre original : The Goddess
- Réalisation : John Cromwell
- Scénario : Paddy Chayefsky
- Photographie : Arthur J. Ornitz
- Musique : Virgil Thomson
- Décors : Ted Haworth
- Pays d'origine : États-Unis
- Format : Couleur
- Genre : drame
- Durée : 105 minutes
- Date de sortie : 24 juin 1958 aux États-Unis

## Distribution
- Kim Stanley : Emily Ann Faulkner
- Lloyd Bridges : Dutch Seymour
- Steve Hill : Johnnie Tower
- Betty Lou Holland : la mère d'Emily
- Elizabeth Wilson : la secrétaire
- Joyce Van Patten : Hillary
- Joanne Linville : Joanna

## Autour du film
Les critiques américains ont vu dans ce film une égratignure au mythe de Marilyn Monroe.